# Simer
Simer (ukr. Сімер) – wieś na Ukrainie, w obwodzie zakarpackim, w rejonie użhorodzkim, w hromadzie Pereczyn. W 2001 liczyła 1856 mieszkańców, spośród których 1836 wskazało jako ojczysty język ukraiński, 18 rosyjski, 1 węgierski, a 1 słowacki.